# Хопок
Хопок (словац. Chopok) — гірська вершина в Словаччині, розташована в центральній частині країни в гірському масиві Низькі Татри. Знаходиться недалеко від гори Дюмб'єр.
Висота над рівнем моря — 2024 м. Популярний туристичний об'єкт.

## Клімат
Гора знаходиться у зоні, котра характеризується вологим континентальним кліматом з теплим літом. Найтепліший місяць — серпень із середньою температурою 7.2 °C (45 °F). Найхолодніший місяць — січень, із середньою температурою -8.3 °С (17 °F).
| Клімат Хопока           | Клімат Хопока | Клімат Хопока | Клімат Хопока | Клімат Хопока | Клімат Хопока | Клімат Хопока | Клімат Хопока | Клімат Хопока | Клімат Хопока | Клімат Хопока | Клімат Хопока | Клімат Хопока | Клімат Хопока |
| Показник                | Січ.          | Лют.          | Бер.          | Квіт.         | Трав.         | Черв.         | Лип.          | Серп.         | Вер.          | Жовт.         | Лист.         | Груд.         | Рік           |
| Абсолютний максимум, °C | 5             | 6             | 7             | 8             | 16            | 17            | 18            | 17            | 17            | 13            | 8             | 7             | 18            |
| Середній максимум, °C   | −6            | −6            | −3            | −1            | 3             | 6             | 8             | 8             | 6             | 2             | −2            | −5            | 1             |
| Середня температура, °C | −8            | −8            | −6            | −3            | 2             | 5             | 6             | 7             | 4             | 0             | −4            | −7            | −1            |
| Середній мінімум, °C    | −10           | −10           | −7            | −5            | 0             | 2             | 4             | 5             | 2             | −1            | −6            | −9            | −2            |
| Абсолютний мінімум, °C  | −27           | −27           | −26           | −14           | −12           | −7            | −2            | −3            | −7            | −15           | −20           | −23           | −27           |
| Днів з опадами          | 17            | 16            | 19            | 19            | 17            | 16            | 14            | 13            | 13            | 14            | 16            | 19            | 193           |
| Днів з дощем            | 0             | 0             | 1             | 3             | 11            | 14            | 14            | 12            | 10            | 7             | 2             | 1             | 75            |
| Днів зі снігом          | 17            | 15            | 18            | 18            | 8             | 4             | 1             | 1             | 4             | 8             | 15            | 19            | 128           |
| ----------------------- | ------------- | ------------- | ------------- | ------------- | ------------- | ------------- | ------------- | ------------- | ------------- | ------------- | ------------- | ------------- | ------------- |
| Джерело: Weatherbase    |               |               |               |               |               |               |               |               |               |               |               |               |               |